# アトラス・アジェナ
アトラス・アジェナ（Atlas-Agena）はアメリカ合衆国の使い捨て型ロケット。アトラスミサイル由来のロケットで、アトラスロケットシリーズの一つ。1960年から1978年にかけて計119回、軌道投入への打上げに使用された。
アトラス・アジェナは2.5ステージロケットで、1段目に1.5ステージのアトラスミサイルを、2段目にはアジェナを使用した。当初は1段目にLV-3として再設計されたアトラスDが使用されていた。後にアトラスSLV-3、3A、3Bが使用されるようになり、最後のアトラス・アジェナの打上げにはアトラスE/Fが使用された。
打上げはケープカナベラル空軍基地のLC-12、13、14およびPoint ArguelloのLC-1、LC-2（現ヴァンデンバーグ空軍基地SLC-3、4）が使用された。

## バージョン
| 名称                      | 初打上げ   | 最終打上げ | 使用回数 | 成功数 | 失敗数 | 部分的失敗数 |
| ------------------------- | ---------- | ---------- | -------- | ------ | ------ | ------------ |
| アトラスLV-3 アジェナ-A   | 1960-02-26 | 1961-01-31 | 4        | 2      | 2      | 0            |
| アトラスLV-3 アジェナ-B   | 1961-07-12 | 1965-03-21 | 28       | 21     | 5      | 2            |
| アトラスLV-3 アジェナ-D   | 1963-07-12 | 1965-07-20 | 15       | 15     | 0      | 0            |
| アトラスSLV-3 アジェナ-D  | 1964-08-14 | 1967-11-05 | 47       | 41     | 5      | 1            |
| アトラスSLV-3B アジェナ-D | 1966-04-08 | 1966-04-08 | 1        | 0      | 0      | 0            |
| アトラスSLV-3 アジェナ-B  | 1966-06-07 | 1966-06-07 | 1        | 1      | 0      | 0            |
| アトラスSLV-3A アジェナ-D | 1968-03-04 | 1978-04-08 | 12       | 11     | 1      | 0            |
| アトラスE/F アジェナ-D    | 1978-06-27 | 1978-06-27 | 1        | 1      | 0      | 0            |

## ジェミニ計画
1965年10月25日、アトラス・アジェナDのアジェナの段がジェミニ6号ミッションのランデブー目標として使用される予定だった最初のアジェナ標的機（GATV）の軌道投入に失敗した。この失敗を受けてNASAは6号を有人のジェミニ7号にランデブーさせることとした。